# Szelment Wielki
Szelment Wielki (Szelment, lit. Didysis Šelmentas) – jezioro w północno-wschodniej Polsce, położone w województwie podlaskim, w powiecie suwalskim, w gminie Jeleniewo (na północny wschód od Suwałk).

## Opis
Ma silnie rozwiniętą linię brzegową długości 19,1 km. W północnej części łączy się krótkim przesmykiem rzeki Szelmentki z Jeziorem Szelment Mały.